# 城東署覚醒剤所持捏造事件
城東署覚醒剤所持捏造事件（じょうとうしょかくせいざいしょじねつぞうじけん）とは、1997年に警視庁城東警察署の巡査長らが無実の男性に対して入手した覚せい剤をわざと車内に置いて無実の男性を逮捕、容疑をでっち上げた事件。別名、警視庁偽装摘発事件。三人の現職警察官が無実の罪を捏造しようとした前代未聞の事態に発展した。

## 概要
- この事件の発端は任意同行中に公務執行妨害で逮捕した男性を家宅捜索したところ、大麻が発見されて逮捕され起訴された。その後、この事件は違法性があったことが指摘され再調査を行ったところ、大麻発見は捏造であったことが発覚。さらに任意同行や公務執行妨害についても過剰な対応だったことが発覚した。これを受けて男性への起訴を棄却される事態に発展した。前代未聞の事件の重大性により国家公安委員会は前田健治警視総監に対し戒告処分を下した。
- その後、警視庁城東警察署の元巡査長が交番で覚せい剤を受け取ったとして逮捕された。さらにこの巡査長が入手した覚せい剤をわざと車内に置いて無実の男性を逮捕して容疑をでっち上げた（ねつ造）として、特別公務員職権乱用罪と覚せい剤取締法違反の疑いで同者を再逮捕した。これだけでは終わらずに偽装摘発に関与したとして同じく特別公務員職権乱用などの疑いで同署地域課巡査、同課巡査長も新たに逮捕された。3人とも懲戒免職になった。
- 捜査によると、1997年4月14日未明に亀戸駅近くで路上生活者のリュックサックに覚せい剤0.1グラムを入れる工作を主犯の巡査長と共犯の巡査らが工作。任意同行したものの立件できずに上司から「もっとしっかりしたのをやれ」と言われた。これに腹を立てた巡査長が別の巡査長らを共犯として4月18日に江東区の駐車場の共犯者の知り合いの乗用車に覚せい剤0.3グラムを入れる工作を実行して現行犯逮捕した。

## 裁判経過
この事件で検察は前述の容疑で巡査長らを起訴した。覚せい剤を渡したとされる共犯者を除いて全員容疑を認めていた。東京地方裁判所は、共犯とされた警察官2人に対しては執行猶予付きの有罪判決。1997年10月27日、主犯とされた元巡査長に対しては「国民の信頼を壊すもので社会に与えた影響は大きい」と述べ求刑懲役4年に対し、懲役3年の実刑判決を下した。

## 補足
- 警視総監に対しての処分は2例目で土田國保が戒告の懲戒処分を受けて以来、19年ぶりの事態だった。